# Alì Farzat
Alì Farzat, traslitterato a volte Alì Ferzat (in arabo علي فرزات‎?), (Hama, 22 giugno 1951), è un attivista e disegnatore siriano.

## Biografia
Nato a Hama nel 1951, ha iniziato a disegnare vignette a 14 anni per il giornale al-Ayyam, poi chiuso dal partito Baath.
Ha studiato all'Università di Damasco alla facoltà di belle arti dal 1970 al 1973. Nel 1980 ha vinto il primo premio al festival Inergrafico di Berlino Ovest. Ha collaborato con il quotidiano francese Le Monde.
Nei suoi disegni tratta temi quali la fame, l'amore, la libertà, l'ambiente. Critica la situazione politica del suo paese e le altre dittature.
Nel dicembre 2000 apre AL-Doumri, il primo giornale indipendente della Siria dall'inizio della censura del partito Baath nel 1967, al-Domari sullo stile del francese Le Canard enchaîné. Il giornale critica apertamente l'andamento del governo siriano, denunciandone la corruzione. Nel 2002 riceve il Premio Principe Claus.
In seguito all'inizio della guerra civile siriana il suo giornale viene chiuso dal regime di Assad nel 2003 dal Ministero dell'Informazione. Farzat continua a sostenere la protesta dando il suo appoggio ai manifestanti anti-regime attraverso il suo sito internet. Per questo, il 25 agosto 2011, viene brutalmente malmenato da agenti dei servizi di sicurezza siriani, sostenitori di Assad, che si accaniscono in particolar modo sulle mani per impedirgli di continuare a disegnare. Viene soccorso e rianimato da automobilisti.
Il presidente siriano Bashar el-Assad si lamenta delle caricature apparse durante delle manifestazioni del popolo siriano. L'attentato è la risposta delle autorità siriane ai suoi disegni di denuncia dei crimini del regime.
Il 27 ottobre 2011, gli viene attribuito il Premio Sakharov per la libertà di pensiero.  
Cartooning for Peace ha seguito da vicino il caso di Alì Ferzat. I disegnatori dell’associazione hanno manifestato numerosi il loro sostegno al disegnatore siriano attraverso i loro disegni.                                         
Il 28 marzo 2012, l'organizzazione non governativa britannica Index on Censorship gli attribuisce il Freedom of Expression Award nella categoria « Arts ».